# Монинское мемориальное военное кладбище
Монинское мемориальное военное кладбище — кладбище в пос. Монино Московской области.

## История кладбища
Мемориальное военное кладбище открыто в поселке Монино Московской области в 1940 году, когда в Монино была создана Военно-воздушная академия и около поселка был установлен Мемориал Воинской Славы.
На кладбище хоронили военных летчиков, погибших во время Великой Отечественной войны. В дальнейшем на кладбище хоронили ветеранов войн.
В числе похороненных на кладбище — Герои Советского Союза, ветераны ВВС, учёные — конструктора авиации, профессора Военно-воздушной академии, летчики, погибшие в авиакатастрофах или при выполнении правительственных заданий, спортсмены, летчик — космонавт, генерал-лейтенант В. В. Васютин, а также родственники военных.
На главной аллее есть несколько братских захоронений. Многие могилы оформлены в авиационной теме. На территории кладбища установлены два памятника погибшим авиаторам.
В 1999 году рядом с кладбищем построен храм-часовня, освященный во имя св. Георгия Победоносца (настоятель — иерей Александр Буков). Территория кладбища находится в сосновом бору и примыкает с одной стороны к элитному посёлку, огороженному бетонной стеной. С другой стороны, со стороны входа, территория кладбища огорожена ажурной металлической решеткой.
В 1967 году по решению начальника Военно-воздушной академия имени Ю. А. Гагарина маршала авиации С. А. Красовского перед Монинским мемориальным военным кладбищем была установлена памятная стела «Скорбящая мать». Авторы и исполнители стелы — жители Монино Б. М. Кунтыш, О. Г. Бережной, А. В. Терехов. Стела выполнена из бетона и имеет треугольную форму с барельефом склоненной женской головы и крылом самолета в нижней правой части. На обратной стороне стелы рельефная надпись стихотворения М. Горького:
Пускай ты умер,

Но в песнях смелых и сильных духом,

Всегда ты будешь живым примером,

Призывом гордым к свободе, к свету!

## На кладбище похоронены

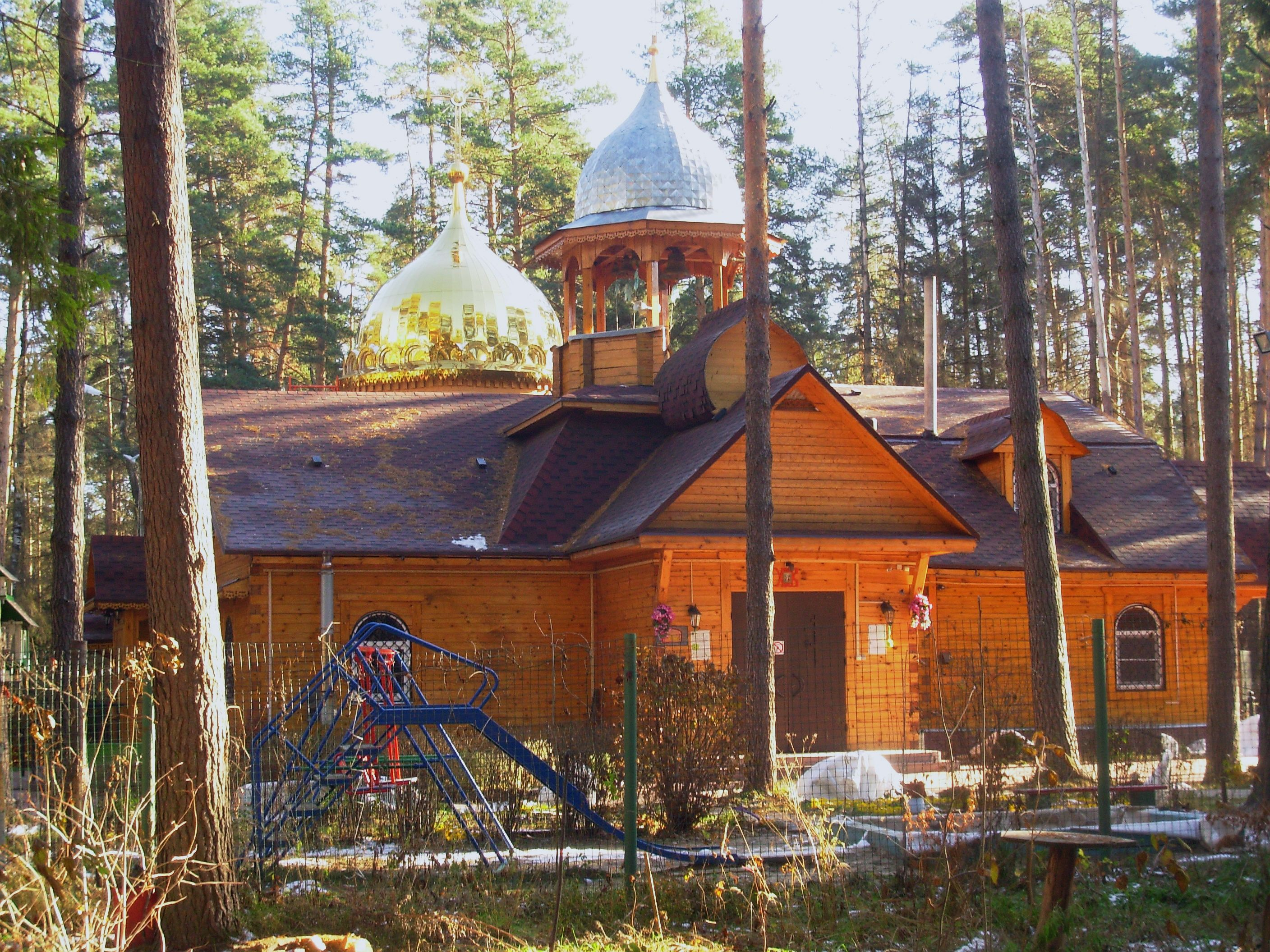
Храм на Монинском мемориальном военном кладбище

Похороненные на Монинском мемориальном кладбище
На кладбище похоронены:
- Дважды Герой Советского Союза Смушкевич, Яков Владимирович(только кенотаф).
- Герои Советского Союза:  Васютин, Владимир Владимирович; Долгарёв, Павел Михайлович; Дольников, Григорий Устинович; Дубенок, Геннадий Сергеевич; Дудаков, Александр Васильевич; Гапеёнок, Николай Иванович, Гелета, Василий Архипович; Гирич, Андрей Иванович; Гунбин, Николай Александрович, Елдышев, Анатолий Петрович, Елецких, Гавриил Никифорович; Иванов, Виктор Алексеевич; Ковачевич, Аркадий Фёдорович; Кононёнко, Василий Иванович; Кривонос, Алексей Леонтьевич, Крупин, Андрей Петрович; Кувшинов, Леонид Михайлович; Кумсков, Виктор Александрович; Лагутенко, Иван Никитович; Новиков, Борис Алексеевич; Мирович, Анатолий Иванович; Платонов, Николай Евгеньевич; Плохов Алексей Александрович; Проскуров, Иван Иосифович; Сидоренков, Василий Кузьмич; Слюсарев, Сидор Васильевич; Тищенко, Александр Трофимович; Фомин, Николай Иванович; Хохлачёв, Василий Фёдорович; Чернецов, Григорий Устинович, Юферов, Николай Петрович.
- Военачальники: Красовский, Степан Акимович — маршал авиации, Герой Советского Союза; Кроленко, Николай Иванович — генерал-лейтенант авиации, Самохин, Иван Климентьевич — генерал-лейтенант авиации, Швечихин Вячеслав Михайлович — генерал-майор авиации, Белоконь Сергей Ефимович — генерал—майор авиации Терский Ростислав Сергеевич — генерал—лейтенант авиации, Платоненков Георгий Кузьмич - генерал-лейтенант авиации, Вязовцев Фёдор Иванович — генерал—майор авиации, Ковачевич, Аркадий Фёдорович — генерал-лейтенант авиации, Щербаков, Алексей Иванович — генерал—майор авиации, Овчаренко, Иван Иванович — генерал—майор авиации.
- Ученые: профессор, генерал — майор авиации Пелихов П. И.; профессор, академик Академии военных наук Горюнов Валерий Васильевич.
- Спортсмены: Алексеев Валентин Антонович — Мастер спорта[3]; Брехт Федор Иванович — Мастер спорта СССР по самолетному спорту; Горецкая-Эскина Елена Юрьевна — Мастер спорта.
- Лётчики: Павлюк Евгений Ксенофонтович, Горохов Дмитрий Николаевич, Лобачёв Анатолий Петрович, Макаров Иван Филиппович, Осипов Георгий Георгиевич, Будиловский Василий Ильич, Чугунов Михаил Вячеславович.

На кладбище захоронены генералы и офицеры в период с 1940 по 2011 годы из числа работавших в ВВА и являющихся участниками Великой Отечественной войны 1941—1945 гг.
Список составлен по состоянию на 5 мая 2012 г.
| - Абрамишвили Григорий Арчилович (1913-1987) - начальник политотдела отдельного артиллерийского полка - Гордеев Леонид Никитич (1916-1991) - Авдеев Алексей Иванович (1906-1965) - Агапов Петр Андреевич (1923-2006) - Агеев Борис Александрович (1901-1957) - Азаров Алексей Иванович 1917-1984 - Алексеев Владимир Васильевич 1919-1998 - Ананьев Иван Тимофеевич 1923-1959 - Андреев Владимир Михайлович 1923-1994 - Андреяшкин Николай Иванович 1914-1963 - Андриевский Дмитрий Николаевич 1908-1957 - Андриянов Евгений Иванович 1930-2003 - Аниколенко Алексей Тихонович 1922-2004 - Анофриев Иван Иванович 1924-1979 - Анучин Василий Михайлович 1927-1991 - Артемьев Георгий Андреевич 1923-2003 - Артюхов Владимир Сидорович 1921-2004 - Арутюнов Ваграм Леванович 1921-1997 - Архангельский Александр Дмитриевич 1897-1987 - Афанасьев В.П. 1889-1954 - Афанасьев Михаил Николаевич 1913-1977 - Афонин Николай Григорьевич 1912-1992 - Балашканд Иван Кузьмич 1900-1977 - Барабаш Владилен Степанович 1927-2010 - Баталов Решат Шакирович 1921-1989 - Бебенин Геннадий Георгиевич 1930-1982 - Белоконь Сергей Ефимович 1903-1972 - Белый Федор Дмитриевич. 1908-1985 - Бережной Георгий Васильевич 1913-1976 - Богуславский Марк Аронович 1926-1995 - Бойченко Федор Андреевич 1902-1970 - Бондаренко Сергей Михайлович 1922-1993 - Боровок Константин Михайлович 1910-1991 - Бородулин Василий Иванович 1927-2000 - Брехт Федор Иванович (1959-2005) - советский летчик-инструктор, спортсмен (самолетный спорт), арбитр. - Брылин Сергей Александрович 1913-1967 - Будилов Константин Африканович 1921-1997 - Буланов Леонид Ефимович 1923-1977 - Булатов Александр Иванович 1910-2002 - Булгаков Николай Петрович 1918-1988 - Бутин Алексей Федорович 1924-1979 - Быстров Алексей Никитович 1918-1999 - Быстров Семен Корнеевич 1896-1957 - Васильев Марат Васильевич 1925-2006 - Васильков Георгий Сергеевич 1916-1998 - Василюк Николай Константинович 1902-1959 - Васютин Владимир Владимирович 1952-2002 - Вахрушев Леонид Максимович 1920-2005 - Вдовин Виктор Михайлович 1946-2013 - Веденин Михаил Иванович 1901-1951 - Версес Аркадий Лазаревич 1922-1999 - Винокуров Владимир Васильевич 1922-1977 - Волков Алексей Васильевич 1925-2009 - Волков Василий Васильевич 1892-1960 - Волков Федор Яковлевич 1901-1967 - Волосюк Макар Митрофанович 1907-1982 - Воробьев Елисей Ананьевич 1898-1946 - Воробьев Леонид Михайлович 1920-1995 - Воронин Федор Дмитриевич 1906-1971 - Воронцов Юрий Васильевич 1924-1971 - Выжлецов Николай Григорьевич 1905-1976 - Высокосов Степан Яковлевич 1904-1982 - Вышкварок Стефан Яковлевич 1921-1990 - Вязовцев Федор Иванович 1923-2012 - Гапеенок Николай Иванович 1919-2008 - Гелета Василий Архипович 1918-1981 - Герасимов Юрий Ефимович 1925-2003 - Гершин-Горин Давид Абрамович 1917-1989 - Гирич Андрей Иванович 1918-1973 - Глущенко Иван Клементьевич 1911-1980 - Гниденко Петр Дмитриевич 1917-2003 - Гогулан Федор Макарович 1911-1960 - Голыгин Юрий Иванович 1926-2009 - Горбатых Вячеслав Степанович 1928-1999 - Горбунов Иван Федорович 1895-1984 - Горелов Владимир Георгиевич 1922-1982 - Гориславский Виктор Игнатьевич 1911-1968 - Горский Сергей Иванович 1901-1970 - Горшков Борис Николаевич 1910-1993 - Горшков Константин Михайлович 1913-1981 - Горшунов Зиновий Павлович 1910-1989 - Горюнов Валерий Васильевич 1932-1999 - Гриненко Евгений Васильевич 1924-1969 - Гудзев Николай Тимофеевич 1921-1987 - Гудок Николай Васильевич 1915-1994 - Гульев Сергей Кузьмич 1920-1988 - Гунбин Николай Александрович 1918-2011 - Гуров Андрей Никонорович 1913-1953 - Гурьев Аркадий Васильевич 1911-1989 - Гущин Василий Ильич 1913-1994 - Данилевский Михаил Михайлович 1917-2002 - Дементьев Валентин Николаевич 1927-1978 - Демиденко Павел Ильич 1922-2003 - Демидов Виктор Никитович 1920-1985 - Демчев Иван Родионович 1917-1980 - Дмитриев Николай Иванович 198-1983 - Долгарев Павел Михайлович 1923-1994 - Дольников Григорий Устинович 1923-1996 - Доровских Митрофан Изотович 1917-1987 - Дружинин Василий Павлович 1916-1970 - Дружков Иван Федорович 1918-2001 - Дубенок Геннадий Сергеевич 1920-2004 - Дудаков Александр Васильевич 1919-2012 - Елдышев Анатолий Петрович 1922-1992 - Елецких Гавриил Никифорович 1919-2003 - Жильцов Николай Павлович 1906-1960 - Жихарев Александр Федорович 1922-2003 - Забелин Павел Александрович 1927-2001 - Загнибеда Григорий Афанасьевич 1903-1991 - Задирако Николай Васильевич 1919-1975 - Зайцев Алексей Дмитриевич 1926-1998 - Засорин Александр Иванович 1926-2001 - Зеленков Яков Дмитриевич 1900-1959 - Зиновьев Александр Алексеевич 1921-1971 - Зозуля Александр Иванович 1924-1998 - Зорин Алексей Николаевич 1921-1987 - Зыков Николай Георгиевич 1924-1997 - Иванов Виктор Алексеевич 1916-1969 - Иванов Павел Андриянович 1922-1972 - Игнатов Евгений Романович 1923-1975 - Ильинский Николай Николаевич 1921-1989 - Иоффе Маркус Моисеевич 1915-2007 - Кадышев Владислав Филиппович 1928-1977 - Казюк Николай Васильевич 1898-1979 - Калечин Виталий Андреевич 1935-2007 - Каркан Игнат Федотович 1915-1992 - Карлашов Игорь Евгеньевич 1917-1976 - Карпович Николай Константинович 1899-1981 - Кириллов Валерий Иванович 1916-1985 - Киселев Николай Федорович 1924-1997 - Клименко Георгий Георгиевич 1916-2009 - Коваленко Евгений Алексеевич 1918-1988 - Коваленков Леонид Иванович 1895-1976 - Ковачевич Аркадий Федорович 1919-2010 - Козловский Эдуард Антонович 1909-1998 - Кокин Иван Семенович 1906-1975 - Колесников Владимир Иванович 1924-1987 - Колесников Иван Маркович 1910-1987 - Колтуненко Виктор Витальевич 1920-2002 - Кондрашов Василий Иванович 1921-1987 - Кононенко Василий Иванович 1921-1997 - Кононов Сергей Захарович 1923-2006 - Константинов Петр Павлович 1906-1973 - Концевой Григорий Степанович 1914-1991 - Копейкин Николай Григорьевич 1919-1994 - Копыльцов Николай Александрович 1932-1978 - Корец Лев Борисович 1910-1965 - Коробов Владимир Иванович 1927-2004 - Коротков Александр Николаевич 1927-1968 - Корчагин Алексей Кузьмич 1912-1987 - Коршунов Евгений Сергеевич 1927-1996 - Космо-Демьянский Николай Павлович 1891-1953 - Костин Степан Иванович 1900-1976 - Котт Борис Александрович 1923-2009 - Кофанов Владимир Павлович 1914-1975 - Кошелев Виктор Алексеевич 1915-1978 - Кошелев Иван Павлович 1918-1988 - Красавин Иван Андреевич 1920-2002 - Красовский Степан Акимович 1897-1983 - Криволапов Дмитрий Григорьевич 1914-1972 - Кривонос Алексей Леонтьевич 1922-1955 - Крупин, Андрей Петрович (1915-1949) - штурман эскадрильи 99-го бомбардировочного авиационного полка 223-й бомбардировочной авиационной дивизии 2-го бомбардировочного авиационного корпуса 16-й воздушной армии Капитан, Герой Советского Союза - Крупин Степан Степанович 1901-1957 - Крылов Николай Васильевич 1916-1994 - Кувшинов Леонид Михайлович 1914-1973 - Кудрявцев Иван Поликарпович 1923-2004 - Кудрявцев Николай Федорович 1894-1989 - Кузнецов Виктор Иванович 1918-2009 - Кумсков Виктор Александрович 1921-2001 - Лагутенко Иван Никитович 1915-1956 - Лаврентьев Николай Михайлович 1922-2008 - Лебедев Руфим Петрович 1915-1972 - Лебедев Семен Андрианович 1919-1998 - Леонов Василий Петрович 1919-2002 - Логинов Василий Самсонович 1919-1993 - Логинов Виктор Васильевич 1924-1980 - Лозовой Ефим Ефимович 1917-2005 - Лукин Николай Васильевич 1908-1966 - Лукошков Виктор Владимирович 1923-1989 - Луценко Гавриил Григорьевич 1913-1987 - Любимов Александр Иванович 1898-1966 - Макеев Александр Ильич 1922-2007 - Макеев Иван Порфирьевич 1911-2002 - Макеев Павел Семенович 1923-1978 - Максименко Георгий Михайлович 1911-1992 - Макшев Иван Васильевич 1918-2004 - Малыгин Николай Васильевич 1918-2002 - Малышев Василий Максимович 1907-1968 - Мамич Юрий Михайлович 1927-2003 - Марин Семен Семенович 1900-1988 - Машкин Григорий Иванович 1918-2009 - Машков Николай Александрович 1922-2003 - Мезенцев Трофим Артемович 1923-1971 - Меловатский Александр Степанович 1922-2007 - Меркулов Александр Константинович 1927-2010 - Минин Борис Григорьевич 1923-1973 - Мирович Анатолий Иванович 1914-1976 - Михайлин Иван Тимофеевич 1913-1984 - Мишуков Виктор Петрович 1921-1998 - Модин Иван Васильевич 1896-1955 - Можаев Николай Петрович 1922-2007 - Мордачев Василий Романович 1921-1968 - Москалев Владимир Леонидович 1927-2000 - Муравьев Владимир Петрович 1924-1987 - Мусатов Александр Георгиевич 1918-2000 - Мягков Владимир Никитович 1921-1978 - Назаров Владимир Васильевич 1926-2003 - Назаров Иван Иванович 1917-1984 - Немечек Николай Иванович 1908-1985 - Нечаев Иван Константинович 1909-1990 - Никитин Петр Георгиевич 1920-1985 - Новиков Борис Алексеевич 1917-1978 - Носков Алексей Васильевич 1906-1970 - Одинцов Виктор Антонинович 1922-1988 - Олифер Николай Андреевич 1910-1954 - Оркин Михаил Михайлович 1907-1977 - Орленко Михаил Тимофеевич 1910-1987 - Осипов Георгий Алексеевич 1916-2007 - Павлов Сергей Иванович 1909-1979 - Палагин Павел Тихонович 1916-1956 - Палагута Виктор Михайлович 1930-2006 - Панькин Валентин Епифанович 1913-1997 - Панявин Владимир Николаевич 1935-2004 - Парфенов Михаил Иванович 5.12.1916-6.02.2008 - Пелюхов Петр Иванович 1910-1972 - Перевезенцев Вячеслав Григорьевич 1918-1974 - Перов Николай Владимирович 1925-2010 - Перцов Петр Пантелеймонович 1910-1996 - Петров Николай Константинович 1914-2002 - Петруша Леонид Михайлович 1920-2007 - Петюкевич Иван Матвеевич 1913-1981 - Платов Виктор Ильич 1918-2004 - Платоненков Георгий Кузьмич 1915-1992 - Платонов Николай Евгеньевич 1922-2000 - Плохов Алексей Александрович 1921-2006 - Поздеев Николай Алексеевич 1924-1975 - Поливанов Иван Осипович 1922-2002 - Пономарев Владимир Александрович 1891-1979 - Провоторов Егор Васильевич 1923-1977 - Прокофьев Виктор Гаврилович 1922-1980 - Прокофьев Гавриил Михайлович 1907-1991 - Проскуров Иван Иосифович 1907-1941 - Простоквашин Виктор Порфирьевич 1931-1999 - Проценко Митрофан Иосифович 1899-1952 - Пшеняник Георгий Андреевич 1913-1991 - Рачковский Николай Георгиевич 1919-1974 - Репин Николай Яковлевич 1920-1971 - Решетников Николай Александрович 1918-2000 - Романов Дмитрий Иванович 1921-1999 - Роша Николай Евгеньевич 1902-1971 - Рубочкин Александр Васильевич 1912-1964 - Русанов Илья Григорьевич 1911-1982 - Руфимский Игорь Александрович 1922-1984 - Ручий Николай Григорьевич 1916-1975 - Рушинский Александр Назарович 1932-2000 - Рябихин Фёдор Тихонович 1914-2002 - Рябченко Федор Власович 1902-1970 - Рязанов Иван Андреевич 1916-1972 - Савосин Семен Алексеевич 1912-1989 - Савченко Александр Иванович 1923-1983 - Сальниченко Николай Маркович 1922-1991 - Самкаев Иван Тимофеевич 1924-2003 - Самоуков Георгий Иванович 1917-1994 - Самохин Иван Климентьевич 1900-1987 - Сафронов Лев Тимофеевич 1911-1995 - Свешников Борис Федорович 1897-1968 - Свешников Владимир Константинович 1906-1975 - Седов Валерий Петрович 1915-1988 - Семенов Алексей Кузьмич 1917-1996 - Сидоренков Василий Кузьмич 1918-1991 - Сидоров Василий Емельянович 1917-1987 - Силин Николай Андриянович 1911-2000 - Синев Владимир Валентинович 1920-1984 - Сироткин Александр Владимирович 1907-1974 - Скляр Андрей Иванович 1901-1958 - Скрипиль Олег Мхайлович 1918-2002 - Слюсарев Сидор Васильевич 1906-1981 - Смирнов Александр Иванович 1898-1983 - Смирнов Анатолий Владимирович 1910-1985 - Смирнов Владимир Григорьевич 1908-1984 - Смирнов Николай Федорович 1915-2000 - Смушкевич Яков Владимирович 1902-1941(кенотаф) - Соловецкий Иван Филиппович 1913-1987 - Солодовников Александр Яковлевич 1924-2000 - Спирин Иван Тимофеевич 1898-1960 - Стариков Василий Карпович 1914-1960 - Стародумов Николай Николаевич 1890-1962 - Староконь Иван Иванович 1923-1995 - Степурин Николай Егорович 1923-1985 - Суворов Петр Семенович 1923-1999 - Суглобов Григорий Алексеевич 1926-1987 - Тарабанов Владислав Михайлович 1936-1997 - Тараканов Василий Васильевич 1908-1986 - Теляев Федор Николаевич 1925-2000 - Терский Ростислав Сергеевич 1912-2002 - Тимофеев Владимир Дмитриевич 1925-1984 - Титов Иван Ильич 1922-1988 - Тихоненко Владимир Кузьмич 1913-2000 - Тищенко Александр Трофимович 1916-1970 - Точилов Василий Григорьевич 1905-1991 - Троицкий Сергей Иванович 1921-1974 - Трубачев Виктор Алексеевич 1919-2006 - Трусов Павел Яковлевич 1914-1975 - Турчин Иван Павлович 1907-1989 - Тушенцов Леонид Яковлевич 1924-1978 - Тытюченко Андрей Михайлович 1920-2003 - Ульянов Григорий Алексеевич 1906-1971 - Усачев Николай Григорьевич 1911-1984 - Усков Николай Павлович 1903-1982 - Усов Виктор Михайлович 1923-2005 - Федяй Сергей Иванович 1910-1982 - Филимонов Александр Георгиевич 1904-1957 - Фильченко Леонид Денисович 1917-2005 - Фомин Николай Иванович 1921-1988 - Фукалов Апполинарий Ильич 1922-1993 - Халутин Александр Иванович 1910-2002 - Хамидулов Хамза Насибулович 1919-1965 - Харитон Борис Константинович 1897-1970 - Харитонов Николай Дмитриевич 1913-1986 - Хлуновский Борис Александрович 1922-1999 - Хлусевич Лука Ефимович 1897-1965 - Хохлачев Василий Федорович 1918-1984 - Цимбаревич Рафаил Карлович 1912-1981 - Чеботарев Кирилл Демидович 1904-1962 - Чемарда Константин Степанович 1919-1992 - Черепанов Леонид Михайлович 1928- - Черепов Федор Иванович 1921-2009 - Черковский Лев Васильевич 1919-1975 - Чернецов Григорий Устинович 1914-1990 - Черников Василий Сергеевич 1923-2002 - Чернявский Николай Лукич 1899-1991 - Чибисов Олег Иванович 1918-1982 - Чистяков Константин Федорович 1918-1997 - Чмурак Иван Иванович 1902-1954 - Чудненко Дмитрий Макарович 1919-2003 - Шарапа Владимир Ефимович 1913-1990 - Швайко Иван Васильевич 1915-1973 - Швечихин Вячеслав Михайлович 1944-1997 - Шестаков Аркадий Семенович 1898-1953 - Шибаршин Алексей Васильевич 1904-1970 - Шинкаренко Фёдор Иванович 1913 - 1994 - Широков Леонид Григорьевич 1914-1988 - Шишков Николай Георгиевич 1920-1999 - Шопин Николай Михайлович 1916-1972 - Шпрынов Василий Михайлович (1919-1996) - Щелованов Леонид Александрович 1922-2002 - Щербаков Алексей Иванович 1909-1986 - Щукарев Виталий Павлович 1922-1998 - Щур Николай Нестерович 1914-1986 - Югов Александр Николаевич 1926-1986 - Юрченко Иван Петрович 1923-1976 - Юферов, Николай Петрович (1922-1982) - летчик-разведчик, Герой Советского Союза (1945), полковник. - Яговкин Василий Сергеевич 1914-2006 - Ястребов Николай Иванович 1916-1999 |